# Antonio Fargas
Antonio Fargas est un acteur américain, né le 14 août 1946 à New York (New York).
Il est notamment connu pour ses rôles de Huggy-les-bons-tuyaux dans Starsky et Hutch (1975-1979) et de Doc dans Tout le monde déteste Chris (2005-2009). Il est également une des figures de la blaxploitation dans les années 1970.

## Biographie

### Jeunesse
Antonio Juan Fargas naît le 14 août 1946 à New York, dans l'État de New York. Il est l'un des onze enfants de son père portoricain, Manuel Fargas, éboueur à New York, et de sa mère trinidadienne, Mildred (née Bailey), femme au foyer,. Il y grandit dans le quartier d'East Harlem.
En 1965, il obtient son diplôme à l'école de mode (en), à Manhattan (New York).

### Carrière
Dans les années 1960, Antonio Fargas débute au théâtre. Il s'illustre à Broadway dans The Great White Hope — où, à 20 ans, il incarne un homme de 80 ans, et dans une tournée européenne de The Amen Corner. En 1964, il apparaît dans le film biographique The Cool World de Shirley Clarke, mais son nom n'est pas mentionné au générique, pareillement dans le téléfilm L'Homme de fer (Ironside, 1967) de James Goldstone — il reprendre le même rôle dans un épisode de la septième saison, en 1973. En 1969, il tient le rôle vedette dans la comédie satirique Putney Swope de Robert Downey Sr., dans lequel il joue l'Arabe.
Dans les années 1970, il est l'un des piliers du cinéma blaxploitation, avec un petit rôle dans Les Nuits rouges de Harlem (Shaft, 1971) de Gordon Parks, ainsi que des rôles majeurs dans Dynamite Jones (Cleopatra Jones, 1973) de Jack Starrett, Foxy Brown (1974) de Jack Hill et Car Wash (1976) de Michael Schultz. Il apparaît dans des rôles mémorables dans des films à succès comme Meurtres dans la 110e rue (Across 110th Street, 1972) de Barry Shear ou La Petite (Pretty Baby, 1978) de Louis Malle.
Il apparaît dans l’épisode 25 de la première saison de la série La croisière s’amuse.
En 1975, il est reconnu comme excellent informateur, nommé « Huggy les bons tuyaux » (« Huggy Bear », pour la version originale), dans la série télévisée Starsky et Hutch, aux côtés de Paul Michael Glaser et David Soul, jusqu'en 1979.
En 1982, après Starsky et Hutch, il tient un rôle régulier dans le feuilleton La Force du destin (All My Children). Il y joue Les Baxter, avocat de classe supérieure et père d'Angie Hubbard (Debbi Morgan). Son personnage est tué, en 1987. Il apparaît également dans des séries telles que Deux flics à Miami (Miami Vice), MacGyver, Le Prince de Bel-Air (The Fresh Prince of Bel-Air), Numbers ou encore Lie to Me.
Dans les années 1990, il n'hésite pas à jouer des rôles difficiles de drogués, proxénètes, travestis, etc. dans La Putain (Whore, 1991) de Ken Russell et Borrower (The Borrower, 1991) de John McNaughton, ainsi que Hurlements 6 (Howling VI : The Freaks, 1991) de Hope Perello, Milo (1998) de Pascal Franchot et The Suburbans (1999) de Donal Lardner Ward. En 1994, il est remarqué dans les clips musicaux Doggy Dogg World de Snoop Dogg et, en 1997, Everybody (Backstreet's Back) de Backstreet Boys.
En 2000, il décroche le rôle d'Elijah Muhammad (1897-1975), dirigeant de la Nation of Islam, dans le téléfilm Ali : un héros, une légende (Ali: An American Hero) de Leon Ichaso.

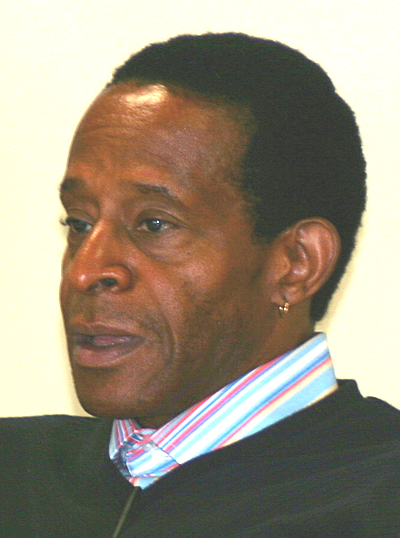
Antonio Fargas en 2005.

En 2005, Chris Rock l'engage pour un épisode de la sitcom Tout le monde déteste Chris (Everybody hates Chris), et il y reste pendant quatre ans, dans le rôle de Doc, patron et confident du jeune héros.
En décembre 2017, il joue un vétéran de guerre, aveugle et SDF, dans le thriller de science-fiction Beyond Skyline de Liam O'Donnell.
En 2018, il reprend le rôle de « Huggy les bons tuyaux » dans un épisode de la série française Cherif. Il fait aussi une apparition dans la série Black Lightning.

### Vie privée
En 1979, Antonio Fargas se marie à Taylor Hastie. Ils ont un enfant. En 1988, ils divorcent. En 1989, il se remarie à Sandy Reed. Ensemble, ils ont quatre enfants, dont Justin Fargas (en) (né en janvier 1980) qui faisait partie de l'équipe professionnelle de football américain des Oakland Raiders de la NFL, pendant sept ans,. Son beau-fils, Matthew E. Chausse, est producteur pour le cinéma. Il est passionné de musique et se produit depuis 2012, avec le groupe de blues/jazz/calypso The New Jump Blues. Le groupe argentin Babasónicos lui rend hommage dans une chanson qui s'intitule Antonio Fargas dans l'album Vórtice Marxista[réf. nécessaire].

## Filmographie

### Longs métrages
- 1964 : The Cool World de Shirley Clarke (non crédité)
- 1969 : Putney Swope de Robert Downey Sr. : l'Arabe
- 1970 : Pound de Robert Downey Sr. : le lévrier
- 1971 : Les Nuits rouges de Harlem (Shaft) de Gordon Parks : Bunky
- 1971 : Believe in Me de Stuart Hagmann : le garçon
- 1972 : Cisco Pike de Bill L. Norton : Buffalo
- 1972 : Meurtres dans la 110e rue (Across 110th Street) de Barry Shear : Henry J. Jackson
- 1973 : Dynamite Jones (Cleopatra Jones) de Jack Starrett : Doodlebug Simkins
- 1974 : Les Casseurs de gang (Busting) de Peter Hyams : Stephen
- 1974 : Conrack de Martin Ritt : Quickfellow
- 1974 : Foxy Brown de Jack Hill : Link Brown
- 1974 : Le Flambeur (The Gambler) de Karel Reisz : Pimp
- 1975 : Cornbread, Earl and Me de Joseph Manduke : One-Eye
- 1976 : Next Stop, Greenwich Village de Paul Mazursky : Bernstein Chandler
- 1976 : Car Wash de Michael Schultz : Lindy
- 1978 : La Petite (Pretty Baby) de Louis Malle : le professeur
- 1979 : Milo-Milo de Níkos Perákis : Doc
- 1980 : Up the Academy de Robert Downey Sr. : le coach
- 1984 : Model Behavior de Bud Gardner : M. Henri
- 1984 : Charlie (Firestarter) de Mark L. Lester : le chauffeur de taxi
- 1985 : Mort sur le grill (Crimewave) de Sam Raimi : l'aveugle
- 1985 : Streetwalkin' de Joan Freeman : le Finesse
- 1987 : La Nuit des requins (La notte degli squali) de Tonino Ricci : Paco
- 1988 : Shakedown de James Glickenhaus : Nicky « N. C. » Carr
- 1988 : I'm Gonna Git You Sucka de Keenen Ivory Wayans : Flyguy
- 1991 : Hurlements 6 (Howling VI : The Freaks) de Hope Perello : Bellamey (vidéo)
- 1991 : La Putain (Whore) de Ken Russell : le rasta
- 1991 : Borrower (The Borrower) de John McNaughton : Julius
- 1996 : Spoof Movie (Don't Be a Menace to South Central While Drinking Your Juice in the Hood) de Paris Barclay : le démodé
- 1997 : Gator King de Grant Austin Waldman : Santos Lobilita
- 1998 : Milo de Pascal Franchot : Kelso
- 1999 : Unconditional Love de Steven Rush : Bobby Chiclets
- 1999 : The Suburbans de Donal Lardner Ward : Magee
- 2000 : 3 Strikes de DJ Pooh : oncle Jim Douglas
- 2001 : Osmosis Jones de Bobby Farrelly, Peter Farrelly, Piet Kroon et Tom Sito : Chill (voix)
- 2001 : The Riff de Mark W. Allen : Shoop Summers
- 2001 : Extreme Honor de Steven Rush : Willy
- 2005 : N.T.V. Volume 1 d'Eddie Griffin : Jim Brown (vidéo)
- 2006 : Jack's Law de Gil Medina : Bert
- 2007 : Manhattan Samouraï (Fist of the Warrior) de Wayne A. Kennedy : Père Riley
- 2008 : Sucker Punch de Gobi M. Rahimi : Baz
- 2009 : La Loi de Murphy de Christophe Campos : le spécialiste
- 2010 : Changing Hands de Scott L. Schwartz : Carjack
- 2012 : Stealing Las Vegas de Francisco Menéndez : Mo
- 2013 : Silver Bells de Harold Cronk : le commandant Melvin Lowell
- 2014 : Popovich and the Voice of the Fabled American West de Jerry et Mike Thompson : Lightfoot Legrand
- 2017 : Beyond Skyline de Liam O'Donnell : Sarge
- 2022 : Until We Meet Again de Pece Dingo : Louie

#### Courts métrages
- 2006 : Honey and Sting de Sybil H. Mair : l'apiculteur
- 2009 : X Returns d'Ammo : l'agent Adams

### Télévision

#### Téléfilms
- 1967 : L'Homme de fer (Ironside) de James Goldstone : T.D. Harris (non crédité)
- 1975 : Les Aventures de Huckleberry Finn (Huckleberry Finn) de Robert Totten : Jim
- 1980 : Escape (téléfilm, 1980) de Robert Michael Lewis : Jamie Valdez
- 1982 : A house divided: Denmark Vessey's Rebellion de Stan Lathan : Gullah Jack
- 1982 : Des poupées de magazine (Paper Dolls de Edward Zwick : Oliver
- 1982 : The Ambush Murders de Steven Hilliard Stern : Vaness
- 1984 : A Good Sport de Lou Antonio : Clifford
- 1986 : 2 millions de dollars aux Caraïbes (Florida Straits) de Mike Hodges : El Gato Negro
- 1992 : Maid for Each Other de Paul Schneider : Eddie Kemper
- 1993 : Percy & Thunder d'Ivan Dixon : Spider
- 1995 : Soul Survivors' de Sandy Johnson' : Leroy James
- 2000 : Ali : un héros, une légende (Ali: An American Hero) de Leon Ichaso : Elijah Muhammad
- 2014 : Snakehead Swamp de Don E. FauntLeRoy : William Boudreaux

#### Séries télévisées
- 1973 : Police Story : Harpie (saison 1, épisode 5 : The Ho Chi Minh Trail)
- 1973 : L'Homme de fer (Ironside) : T.D. Harris (saison 7, épisode 8 : Downhill All the Way)
- 1974 : Sergent Anderson (Police woman) : Rex (saison 1, épisode 2 : The Beautiful Die Young)
- 1974 : Dossiers brûlants (Kolchak: The Night Stalker) : Weldon (saison 1, épisode 2 : The Zombie)
- 1974 : Kojak : Benny Marshall (saison 2, épisode 15 : Loser Takes All)
- 1975-1979 : Starsky et Hutch : « Huggy les bons tuyaux » (92 épisodes)
- 1978 : La croisière s'amuse (The love boat) : Lee Graham (saison 1, épisode 25 : Pacific Princess Overtures / Gopher, the Rebel / Cabin Fever)
- 1978 : Vegas : Fast Freddie Tibbs (saison 1, épisode 3 : Mother Mishkin)
- 1980 : Chips : lui-même (non-crédité ; saison 3, épisode 2 : Roller Disco: Part 2)
- 1980 : Drôles de dames (Charlie's Angels) : Blackie (saison 5, épisode 3 : Angels of the Deep)
- 1981 : Nurse : Marshall Gripps (saison 1, épisode 5 : Long Days Journey Into Morning)
- 1983 : Le juge et le pilote (Hardcastle et McCormick) : Jerry Blackmore (saison 1, épisode 8 : Once Again with Vigorish)
- 1984 : La force du destin (All My Children) : Les Baxter (3 épisodes)
- 1988 : Deux flics à Miami (Miami Vice) : Alejandro Gutierrez (saison 4, épisode 22 : Mirror Image)
- 1991 : MacGyver : le colonel Devreaux (saison 7, épisode 6 : Walking Dead)
- 1994 : Le Prince de Bel-Air (The Fresh Prince of Bel-Air) : Lamont Kelly (saison 5, épisode 8 : Soooooooul Train)
- 1995 : Les Frères Wayans (The Wayans Bros.) : oncle Nate (saison 3, épisode 7 : Family Business)
- 1999 : Los Angeles Heat (L.A Heat) : Jeremy Lauren (saison 2, épisode 9 : Obsession)
- 2002 : Fastlane : Jimmy Lipps (saison 1, épisode 2 : Girls Own Juice)
- 2003 : Washington Police (The District) : J. T. (saison 4, épisode 9 : In God We Trust)
- 2003 : Holby City : Victor Garrison (saison 5, épisode 34 : Seasons in the Sun)
- 2005-2009 : Tout le monde déteste Chris (Everybody hates Chris) : Doc (27 épisodes)
- 2008 : Numbers : Jeffrey Knight (saison 5, épisode 8 : Thirty-Six Hours)
- 2009 : Lie to Me : le grand-père du pompier mort (saison 1, épisode 5 : Unchained)
- 2014 : House of Lies : Zhang (saison 3, épisode 9 : Zhang)
- 2018 : Cherif : « Huggy les bons tuyaux » (saison 5, épisode 7 : Quand Cherif rencontre Huggy)
- 2018 : Black Lightning : David Poe (saison 1, épisode 5 : And Then the Devil Brought the Plague: The Book of Green Light)
- 2018 : Code Black : Harold (saison 3, épisode 8 : Home Stays Home)

## Distinctions
- NAACP Image Awards 2007 : meilleur acteur secondaire dans une série comique pour Tout le monde déteste Chris

## Voix française
| - Albert Augier (*1924-2007) dans : - Starsky et Hutch (série télévisée) - Paper Dolls (série télévisée) - La Putain - Borrower - Thierry Desroses dans : - Cherif (série télévisée) - Black Lightning (série télévisée) | et aussi - Michel Creton dans Les Nuits rouges de Harlem - Jacques Dynam (*1923-2004) dans Foxy Brown - Gérard Hernandez dans Kojak (série télévisée) - Med Hondo dans La Croisière s'amuse (série télévisée) - Patrick Borg dans Starsky et Hutch (jeu vidéo) - Greg Germain dans Spoof Movie - Pascal Massix (*1960-2008) dans Tout le monde déteste Chris (série télévisée, 1re voix) - Jean-Pierre Leclerc (*1949-2011) dans Tout le monde déteste Chris (série télévisée, 2e voix) - Jean-Paul Pitolin dans Beyond Skyline |